# Октябрський (Краснокаменський район)
Октя́брський (рос. Октябрьский) — колишнє селище міського типу у складі Краснокаменського району Забайкальського краю, Росія. Входило до складу Краснокаменського міського поселення.

## Історія
Селище утворене 1963 року як тимчасове селище геологів в гирлі паді Малий Тулукуй. Тут 1963 року геологами партії 324-ї Соснівської експедиції під керівництвом старшого геолога Л. П. Іщукової було відкрито родовище урану Стрільцовського рудного поля. Через рік селище було перенесене у верхів'я паді. З 1964 року отримало статус селища міського типу з сучасною назвою.
У селищі діяли школа з басейном, дитячий садок, клуб, бібліотека, спортзал, лікарня, серед промислових підприємств діяли «ГРЕ-324», дочірнє підприємство ФГУГП «Читагеологорозвідка».
При будівництві селища не було враховано виділення радіоактивного газу радону із тектонічних розломів, в результаті чого радіаційний фон був перевищений. 1999 року було прийнято рішення про переселення жителів селища. 2004 року селище втратило міський статус, з 2014 року повністю ліквідоване, жителів переселено до міста Краснокаменськ.

## Населення
Населення — 1004 особи (2010; 2208 у 2002).